# Psapharochrus
Psapharochrus is een kevergeslacht uit de familie van de boktorren (Cerambycidae). De wetenschappelijke naam van het geslacht werd voor het eerst geldig gepubliceerd in 1864 door Thomson.

## Soorten
Psapharochrus omvat de volgende soorten:
- Psapharochrus latiforma (Chemsak & Hovore, 2002)
- Psapharochrus abstersus (Bates, 1880)
- Psapharochrus albifrons (Chemsak & Hovore, 2002)
- Psapharochrus alboguttatus (Melzer, 1935)
- Psapharochrus albomaculatus (Fuchs, 1963)
- Psapharochrus alboniger (Bates, 1861)
- Psapharochrus aliciae (Chemsak & Hovore, 2002)
- Psapharochrus alpinus (Chemsak & Hovore, 2002)
- Psapharochrus amplitoris (Chemsak & Hovore, 2002)
- Psapharochrus arietis (Bates, 1885)
- Psapharochrus atrosignatus (Melzer, 1932)
- Psapharochrus barrerai (Chemsak & Hovore, 2002)
- Psapharochrus bialbomaculatus (Zajciw, 1964)
- Psapharochrus bicolor (Chemsak & Hovore, 2002)
- Psapharochrus bicuspis (Germar, 1824)
- Psapharochrus bimaculatus (Fuchs, 1958)
- Psapharochrus binocularis (Martins, 1981)
- Psapharochrus bivittus (White, 1855)
- Psapharochrus borrei (Dugès, 1885)
- Psapharochrus brevicornis (Zajciw, 1964)
- Psapharochrus brunnescens (Zajciw, 1963)
- Psapharochrus carinicollis (Bates, 1880)
- Psapharochrus cavei (Chemsak & Hovore, 2002)
- Psapharochrus chrysopus (Bates, 1861)
- Psapharochrus circumflexus (Jacquelin du Val, 1857)
- Psapharochrus clericus (Bates, 1880)
- Psapharochrus comptus (Marinoni & Martins, 1978)
- Psapharochrus coniferus (Zajciw, 1963)
- Psapharochrus consentaneus Thomson, 1865
- Psapharochrus cornutus (Bates, 1880)
- Psapharochrus corticarius (Tippmann, 1960)
- Psapharochrus crocostigma (Bates, 1880)
- Psapharochrus cylindricus (Bates, 1861)
- Psapharochrus doctus (Bates, 1880)
- Psapharochrus excellens (Zajciw, 1964)
- Psapharochrus flavitarsis (Fuchs, 1962)
- Psapharochrus flavomaculatus (Chemsak & Hovore, 2002)
- Psapharochrus fuscicollis (Bates, 1861)
- Psapharochrus galapagoensis (Linell, 1899)
- Psapharochrus geminus Galileo & Martins, 2012
- Psapharochrus giesberti (Chemsak & Hovore, 2002)
- Psapharochrus gigas Galileo & Martins, 2012
- Psapharochrus griseomaculatus (Zajciw, 1971)
- Psapharochrus guatemalensis Casey, 1913
- Psapharochrus hebes (Bates, 1861)
- Psapharochrus histrio Casey, 1913
- Psapharochrus homonymus (Blackwelder, 1946)
- Psapharochrus inaequalis Galileo & Martins, 2011
- Psapharochrus inquinatus (Bates, 1872)
- Psapharochrus irumus Galileo & Martins, 2011
- Psapharochrus itatiayensis (Melzer, 1935)
- Psapharochrus jaspideus (Germar, 1824)
- Psapharochrus juno (Fisher, 1938)
- Psapharochrus laetificus (Bates, 1880)
- Psapharochrus lanei (Marinoni & Martins, 1978)
- Psapharochrus lateralis (Bates, 1861)
- Psapharochrus lengii (Wickham, 1914)
- Psapharochrus leucodryas (Bates, 1880)
- Psapharochrus leucogaeus (Erichson, 1847)
- Psapharochrus linsleyi (Chemsak & Hovore, 2002)
- Psapharochrus longipennis (Zajciw, 1963)
- Psapharochrus longispinis (Bates, 1861)
- Psapharochrus longitarsis (Bates, 1880)
- Psapharochrus lotor (White, 1855)
- Psapharochrus luctuosus (Bates, 1880)
- Psapharochrus lugens Thomson, 1865
- Psapharochrus maccartyi (Chemsak & Hovore, 2002)
- Psapharochrus maculatissimus (Bates, 1861)
- Psapharochrus magnus (Marinoni & Martins, 1978)
- Psapharochrus melanosticticus (White, 1855)
- Psapharochrus meleagris (Bates, 1861)
- Psapharochrus minimus (Bates, 1861)
- Psapharochrus mourei (Zajciw, 1964)
- Psapharochrus nearnsi Martins & Galileo, 2010
- Psapharochrus nigricans (Lameere, 1884)
- Psapharochrus nigritarsis (White, 1855)
- Psapharochrus nigromaculatus (Fuchs, 1958)
- Psapharochrus nigroocellatus (Tippmann, 1960)
- Psapharochrus nigropunctatus (Tippmann, 1960)
- Psapharochrus nigrovittatus (Zajciw, 1969)
- Psapharochrus noguerai (Chemsak & Hovore, 2002)
- Psapharochrus paravetustus (Chemsak & Hovore, 2002)
- Psapharochrus parvus (Chemsak & Hovore, 2002)
- Psapharochrus penrosei (Chemsak & Hovore, 2002)
- Psapharochrus pereirai (Prosen & Lane, 1955)
- Psapharochrus peritapnioides (Linsley, 1958)
- Psapharochrus phasianus (Bates, 1861)
- Psapharochrus pictus Galileo & Martins, 2012
- Psapharochrus pigmentatus (Bates, 1861)
- Psapharochrus pinima Galileo & Martins, 2006
- Psapharochrus piperatus (Gahan, 1892)
- Psapharochrus piraiuba (Martins & Galileo, 2004)
- Psapharochrus plaumanni (Fuchs, 1958)
- Psapharochrus polystictus (Bates, 1885)
- Psapharochrus pseudopropinquus (Fuchs, 1958)
- Psapharochrus pupillatus (Bates, 1880)
- Psapharochrus purulensis (Bates, 1885)
- Psapharochrus quadrituberculatus (Zajciw, 1964)
- Psapharochrus ramirezi (Chemsak & Hovore, 2002)
- Psapharochrus ridleyi (Waterhouse, 1890)
- Psapharochrus rufitarsis (Kirsch, 1889)
- Psapharochrus sallei Thomson, 1865
- Psapharochrus satellinus (Erichson, 1847)
- Psapharochrus schmithi (Melzer, 1935)
- Psapharochrus signatifrons (Zajciw, 1964)
- Psapharochrus signatus (Gahan, 1892)
- Psapharochrus socorroensis (Linsley, 1942)
- Psapharochrus solisi (Chemsak & Hovore, 2002)
- Psapharochrus umbrata (Bates, 1885)
- Psapharochrus vetustus (Bates, 1880)
- Psapharochrus wappesi (Chemsak & Hovore, 2002)